# Karin Wallensteen
Karin Wallensteen, född 1973 i Uppsala, uppvuxen i stadsdelen Luthagen, är en svensk diplomat och ämbetsman. Hon var statssekreterare på Statsrådsberedningen hos statsministrarna Stefan Löfven (2019–2021) och Magdalena Andersson (2021–2022) där hon ansvarade för utrikes frågor och säkerhetspolitiska rådet.  
Wallensteen avlade 1996 en filosofie kandidatexamen i statskunskap på Uppsala universitet och 1997 en journalistexamen vid Göteborgs universitet. Hon har även läst statskunskap vid University of Michigan, Ann Arbor. Efter studierna började hon 1998 att arbeta på Arbetsmarknadsdepartementet. Därefter var hon politiskt sakkunnig på Jordbruksdepartementet 1998–2002. Hon gick UD:s diplomatprogram (DIP 03) 2003-2004. Hennes första utlandstjänst var på Sveriges ambassad i Brasilia (2004-2006). Därefter hade hon diverse befattningar på Utrikesdepartementet 2007–2013, framför allt med inriktning på säkerhetspolitik. Hon var diplomat och ambassadråd i Addis Abeba 2013–2015. Hon tjänstgjorde 2016-2022 på Statsrådsberedningen, först som departementsråd och chef för Enheten för Utrikes- och EU-frågor. I januari 2019 utsågs hon av regeringen till statssekreterare med ansvar för utrikes frågor och säkerhetspolitiska rådet. I mars 2022 utsågs hon av regeringen till att bli Sveriges sändebud till Brasilien.
Wallensteen är bosatt i Nacka, är gift och har två barn. Karin Wallensteen är dotter till Peter Wallensteen och lillasyster till Hanna Wallensteen.